# Niccolò Nobili
Niccolò Onofrio Nobili (Firenze, 15 dicembre 1830 – Firenze, 5 novembre 1900) è stato un avvocato, imprenditore e politico italiano.

## Biografia
Figlio di un patrizio di Firenze compie gli studi inferiori e superiori nelle Scuole Pie fiorentine e l'università a Pisa. Fautore dell'unità italiana nel 1848 è un giovanissimo membro del Battaglione universitario toscano che combatte gli Austriaci nella Battaglia di Curtatone e Montanara. Dopo la partenza in volontario esilio del granduca Leopoldo II è in prima fila nella pacifica annessione della Toscana al Regno d'Italia e dal 1862 ricopre per circa quattro decenni le cariche di consigliere comunale e provinciale di Firenze.
Alla Camera viene eletto per la prima volta nel 1869, alle elezioni suppletive,  e riconfermato per le successive tre legislature; amico di lunga data e sostenitore di Bettino Ricasoli nel marzo 1876, all'avvento della sinistra storica al governo, aderisce al gruppo dissidente dei deputati di destra, che accusano Marco Minghetti di non aver fatto tutto quello che si poteva per salvare l'esecutivo e si schierano a favore del nuovo governo formato da Agostino Depretis. La scelta gli costa la mancata rielezione alle elezioni politiche del 1880: dopo aver sempre vinto al ballottaggio perde il collegio di Montevarchi al primo turno per il mancato sostegno del suo partito.
Socio da lungo tempo della casa editrice Successori Le Monnier è l'artefice dell'indovinata scelta dell'azienda di inserirsi nell'editoria scolastica. Già proprietario della Gazzetta del Popolo, dall'aprile 1870 acquista il quotidiano La Nazione, di cui assume poi la direzione per otto anni succedendo a Celestino Bianchi.